# Pterygopappus lawrencei
Genre
Espèce
Classification phylogénétique
Pterygopappus lawrencei est une espèce de plantes à fleurs de la famille des Astéracées endémique de la Tasmanie en Australie. C'est une plante herbacée vivace qui est monotypique dans son genre.

### Pterygopappus
- (en) NCBI : Pterygopappus (taxons inclus)
- (en) GRIN : genre Pterygopappus  Hook. f. (+liste d'espèces contenant des synonymes)

### Pterygopappus lawrencei
- (en) NCBI : Pterygopappus lawrencii (taxons inclus)